# Karl Friedrich Heusinger
Karl Friedrich Heusinger (Wutha-Farnroda, 28 febbraio 1792 – Marburgo, 5 maggio 1883) è stato un patologo tedesco.

## Biografia
Studiò medicina a Jena e Marburg, e in seguito fu assistente di Karl Gustav Himly (1772-1837) all'Università di Göttingen. Nel 1813 prestò servizio come medico militare nell'esercito prussiano e in seguito fu professore presso le università di Jena (dal 1821), Würzburg (dal 1824) e Marburg (1829-1883).
Heusinger era un pioniere nel campo della patologia comparata. Nel 1829 pubblicò un autorevole lavoro sull'antropologia fisica e psicologica intitolato Grundriß der physischen und psychischen Anthropologie. Tra gli altri suoi scritti c'era una traduzione tedesca di François Magendie (1783-1855) Précis élémentaire de physiologie e lettere di corrispondenza con il naturalista Charles Darwin. Scrisse una notevole rassegna di geofagia, intitolata Die sogenannte Geophagie oder tropische.

## Opere principali
- Entzündung und Vergrößerung der Milz, Eisenach 1820 und 1823.
- Grundriß der physischen und psychischen Anthropologie. Eisenach 1829.
- Grundriß der Encyklopädie und Methodologie der Natur- und Heilkunde. Eisenach 1839.
- Recherches de pathologie comparée. Kassel 1844–53, due volumi.
- Die sogenannte Geophagie oder tropische (besser: Malaria-) Chlorose als Krankheit aller Länder und Klimate.